# Walter Carmona
Walter Carmona (São Paulo, 21 de junho de 1957) é um judoca brasileiro. 
Atleta da seleção brasileira de judô entre 1976 e 1988. Tem como maiores conquistas a medalha de bronze nas Olimpíadas de Los Angeles em 1984 e medalha de bronze no Mundial de Paris em 1979. Também foi campeão pan-americano e campeão sul-americano. Integrante da primeira equipe completa a estagiar no Japão. Foi o porta-bandeira da delegação brasileira no desfile de abertura dos Olimpíadas de Seul.